# Future of the Past
Future of the Past är Destinys femte album. Det släpptes 2004 och var det första albumet med före detta Falconer-sångaren Kristoffer Göbel. Detta var också det första albumet som bandet spelade in i sin egen studio DRS (mixat i StudiOmega av Christian Silver).

## Låtlista
All musik av Stefan Björnshög och text av Kristoffer Göbel med undantag av "Angels".
1. "Holy Man" 5:08
2. "Sabotage" 4:14
3. "In the Shadow of the Rainbow" 4:54
4. "Magic Forest" 5:34
5. "Angels" 5:29  (Musik av Anders Fagerstrand text av Kristoffer Göbel)
6. "Flying Dutchman" 4:57
7. "On the Outside" 6:34
8. "Ghost Train" 4:32
9. "Future of the Past" 8:23

## Medverkande
- Sång: Kristoffer Göbel
- Bas: Stefan Björnshög
- Gitarr: Anders Fagerstrand
- Gitarr: Niclas Granath
- Gitarr: Janne Ekberg
- Trummor: Birger Löfman

Gästmusiker:
- Mats Olausson: Keyboards på Future Of The Past
- Zenny Gram: Backing Vocals på Future Of The Past
- Helena Johansson: Female Vocals på Flying Dutchman
- Fredrik Johansson: Growl Vocals, Backing Vocals på Holy Man och Backing Vocals på Future Of The Past